# Assunta (stripalbum)
Assunta is het elfde stripalbum uit de reeks De torens van Schemerwoude. Het elfde deel verscheen bij uitgeverij Arboris in 1998. Het album is geschreven en getekend door Hermann Huppen.

## Inhoud
Het verhaal speelt zich af in Sicilië in de 13e eeuw aan de vooravond van de Siciliaanse Vespers, een opstand van de Sicilianen tegen de Franse heersers. Aymar van Schemerwoude is in Sicilië in dienst van Karel, graaf van Anjou.